# Aulonocara guentheri
Aulonocara guentheri è una specie di pesci della famiglia dei Ciclidi endemica del Malawi. Il suo habitat naturale sono i laghi di acqua dolce.